# 奥克尔布市镇
奥克尔布市镇（瑞典語：Ockelbo kommun）是瑞典中东部耶夫勒堡省的一个市镇。其治所位于奥克尔布。